# Tomislav Crnković
Tomislav Crnković (Kotor, 17 de junho de 1929 - Zagreb, 17 de janeiro de 2009) foi um futebolista iugoslavo.

## Carreira
Tomislav Crnković fez parte do elenco medalha de prata, nos Jogos Olímpicos de 1952.

## Ligações Externas
- Perfil na Sports Reference